# Morcela de arroz
A morcela de arroz é um enchido típico da Alta Estremadura, especialmente da região de Leiria, confecionado juntando, em tripa de porco, as partes mais gordas da carne do animal, vísceras, sangue, e arroz.
Existem diferentes tipos de morcela de arroz. Algumas são confecionadas sem sangue denominando-se branca ou de vinha-de-alhos.